# Jardín Botánico de Adelaida
El Jardín Botánico de Adelaida o en inglés: Adelaide Botanic Garden (ANBG), es un jardín botánico público de 125 acres (51 hectáreas), de administración estatal, que está localizado en Adelaida, Australia. 
Es miembro del BGCI, y presenta trabajos para la Agenda Internacional para la Conservación en los Jardines Botánicos.
Su código de identificación internacional como institución botánica, así como las siglas de su herbario es AD.

## Localización

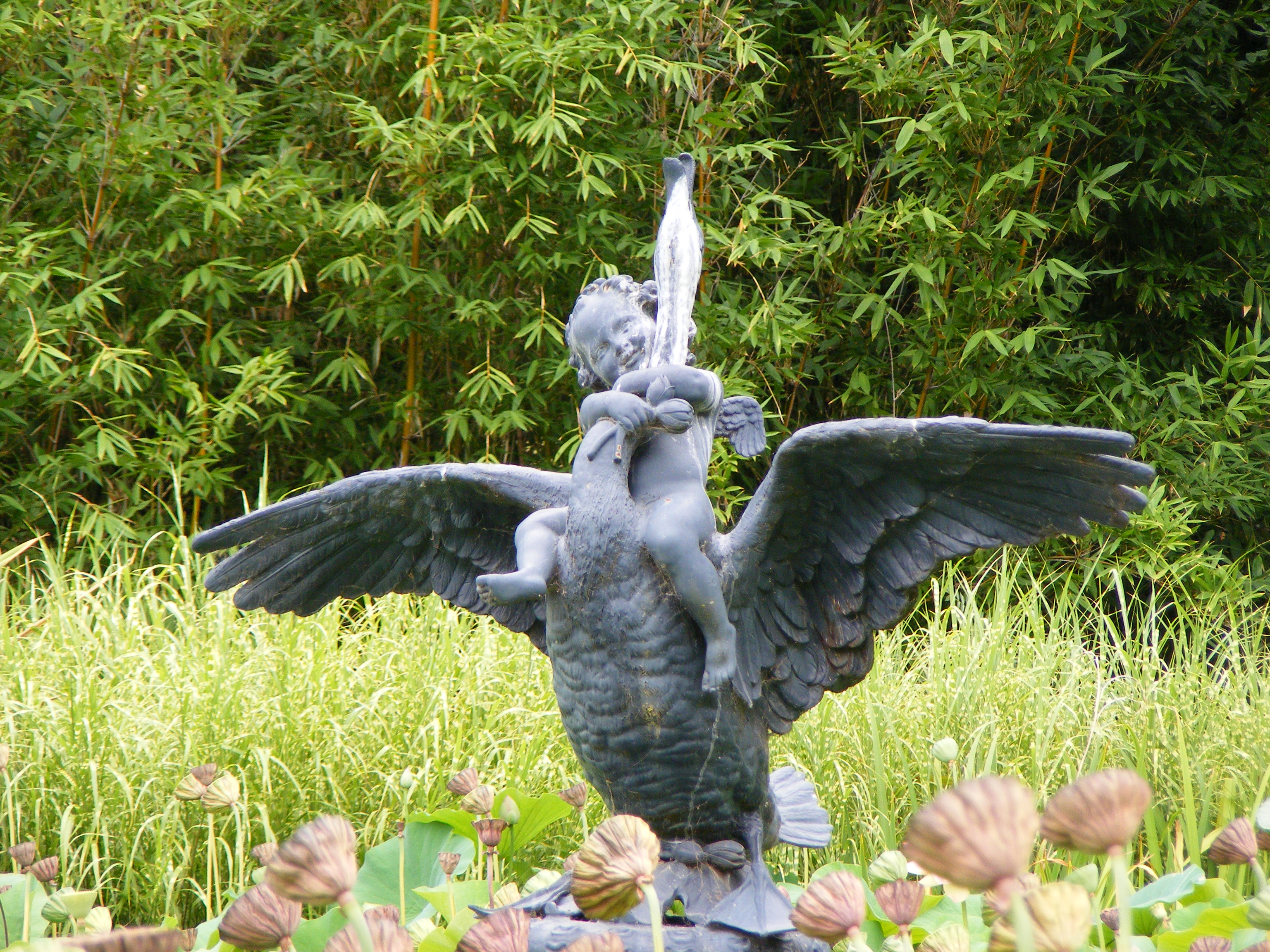
Niño con cisne, escultura en el estanque de los lotos sagrados.

Se encuentra en un jardín público en la esquina noreste del centro de la ciudad de Adelaida, en el "Adelaide Park Lands". Comparte un seto de ajardinamiento con la "North Terrace" (entre el "Royal Adelaide Hospital" y el "National Wine Centre of Australia") y detrás del "Botanic Park" (adyacente al "Adelaide Zoo").
Adelaide Botanic Garden North Terrace GPO Box 1047, Adelaide, SA 5001 South Australia-Australia Meridional, Australia.
Planos y vistas satelitales.34°55′5.16″S 138°36′38.52″E / -34.9181000, 138.6107000
Está abierto al público a lo largo de todo el año.
El "Adelaide Botanic Garden" tiene dos jardines botánicos satelitales "Mt Lofty Botanic Garden" y "Wittunga Botanic Garden".

## Historia

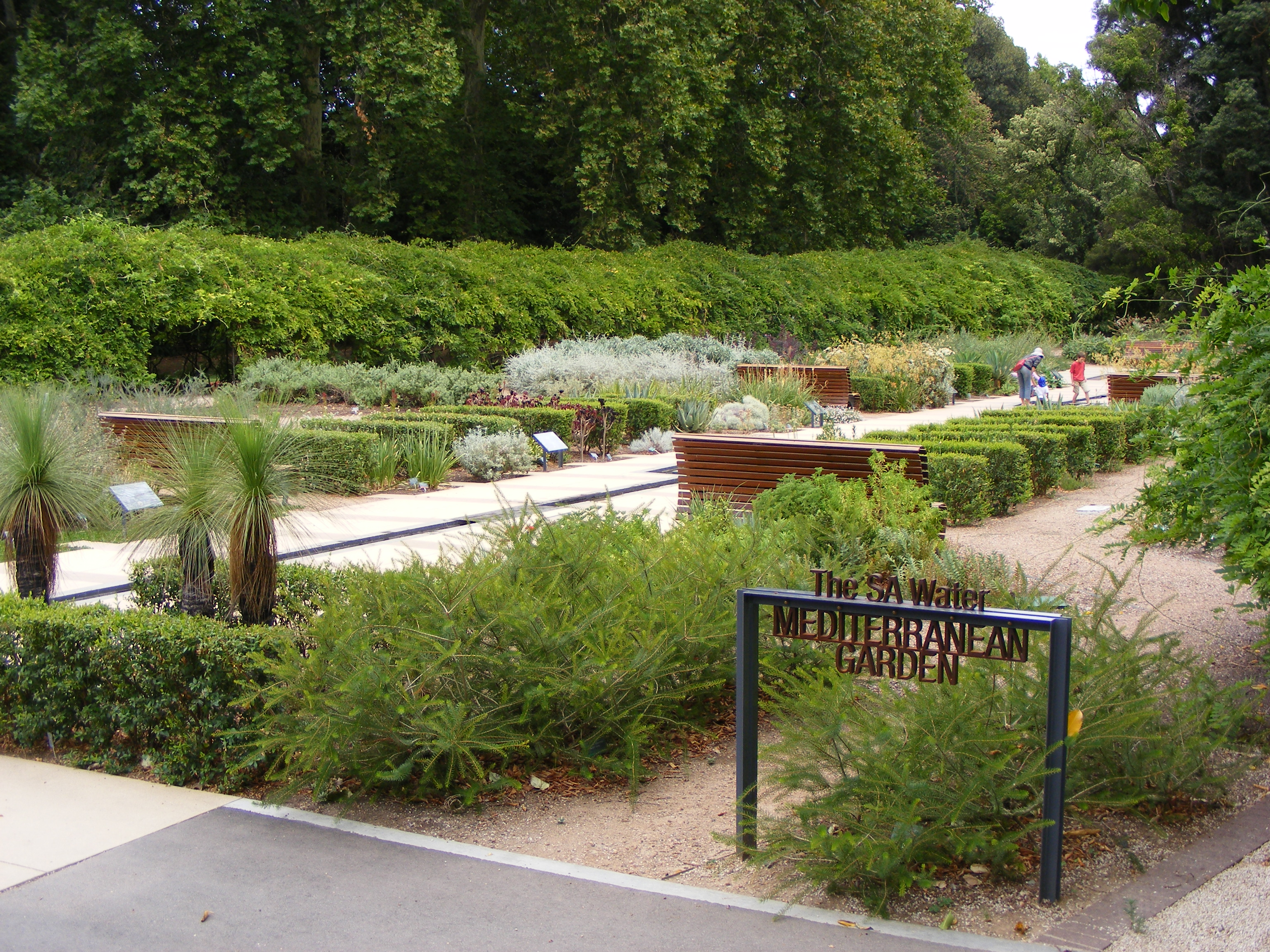
El "SAwater Mediterranean Garden" en el Adelaide Botanic Gardens

Fue primeramente situado por el Colonel William Light en su planificación de Adelaide en 1838, pero no fue hasta 1854, en el que después de una súplica pública al gobernador del sur de Australia, Henry Young estableciese el jardín en la localización actual. Fue fundado al año siguiente y abierto oficialmente en 1857. El diseño del jardín está influenciado por el Royal Gardens at Kew, Inglaterra y los jardines de Versalles, Francia.
Uno de los directores del jardín durante el siglo XIX fue el botánico Dr. Richard Moritz Schomburgk, hermano del naturalista alemán Robert Hermann Schomburgk. Él fue el más importante impulsor para el establecimiento de reservas de bosque virgen en el cada vez más roturado campo australiano del sur. El sucesor del Dr Schomburgk, Dr M. W. Holtze I.S.O., hizo un gran esfuerzo para hacer más atractivos los jardines para el público en general.
Entre otras exhibiciones científicas y educativas de plantas nativas y de horticultura internacional, el jardín tiene un ejemplar del Pino Wollemi propagado a partir de los ejemplares descubiertos en estado silvestre.

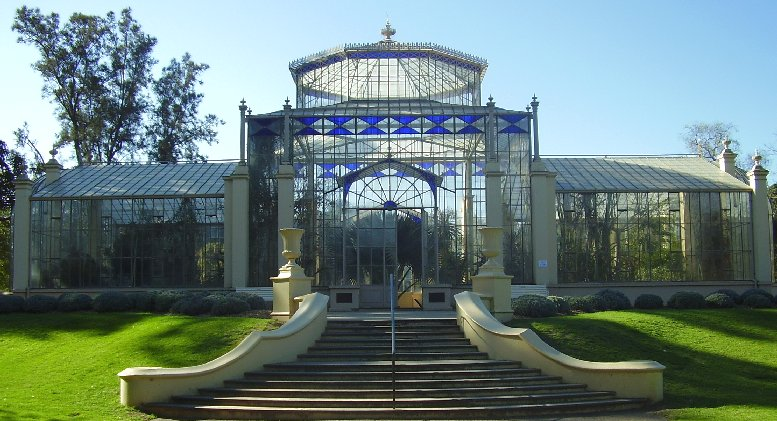
La entrada a "The Palm House".

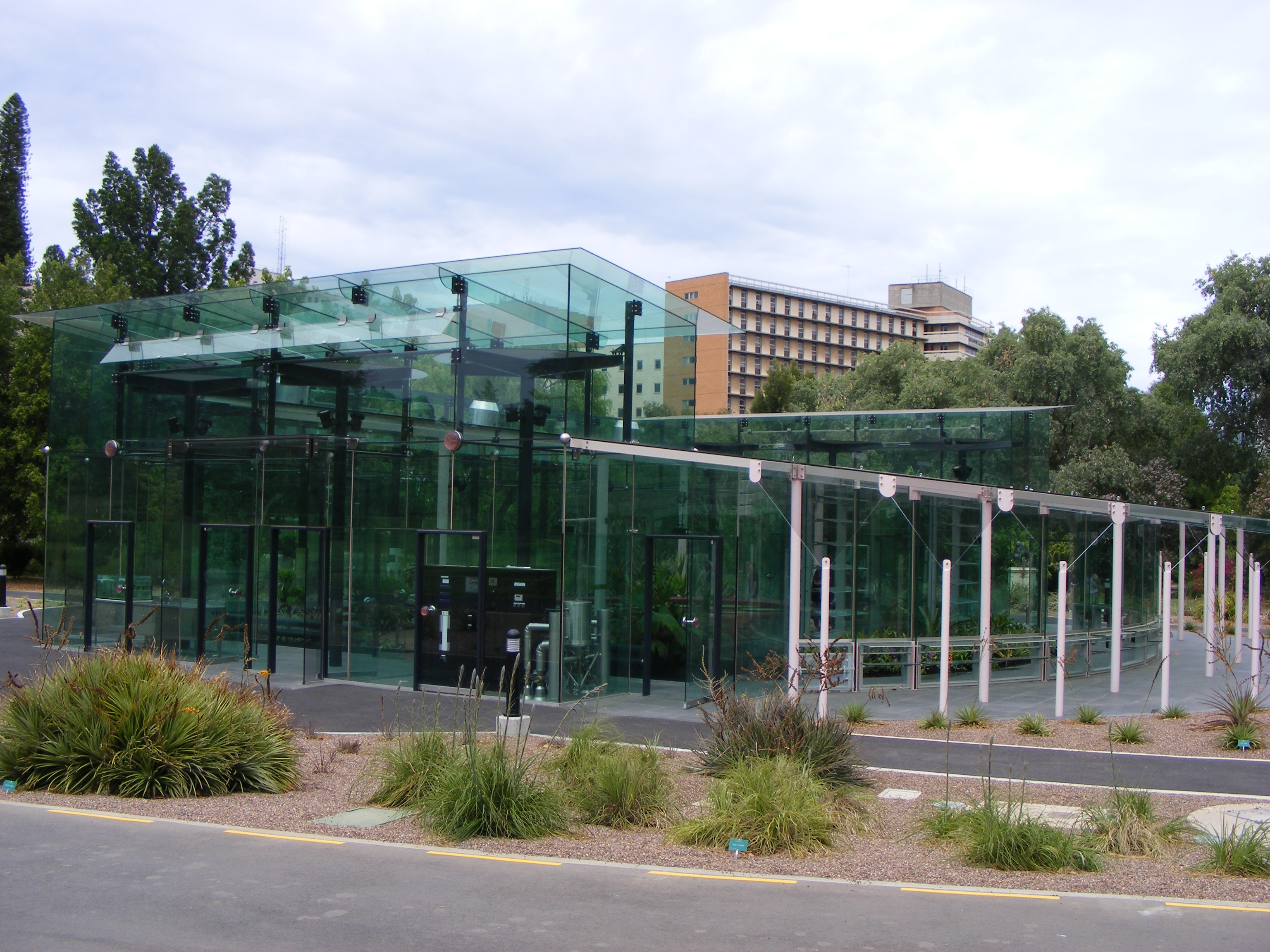
Pabellón del lirio del amazonas (Victoria amazonica).

"The Palm House" es un invernadero Victoriano localizado al oeste del lago principal. Fue importado desde Bremen, Alemania en 1875 , abierto al público en 1877 y restaurado en 1995. En el año 2007 albergaba una colección de flora árida Malgache .

## Rosaleda
Tiene sus inicios en el año 1996, el « National Rose Trial Garden » (Jardín Nacional de Pruebas de Rosas) es el primer jardín en su clase en Australia en donde las rosas se prueban para su conveniencia en los climas australianos. El jardín es una empresa conjunta entre el jardín botánicos de Adelaide, la sociedad de ensayo nacional de Rosas de Australia y la industria de la rosa. Se ha creado utilizando parte del terreno de los antiguos hangares de los tranvías municipales "Municipal Tramways Trust Hackney Depot". Las rosas se plantan en grupos por ejemplo, las rosas de Noisette, las rosas de Bourbon, las rosas de té, los Ramblers, y las rosas perpetuas. Se realiza un ensayo durante dos estaciones de crecimiento y todas las plantas se tratan igualmente con respecto a prácticas hortícolas. Las rosas son juzgadas por un panel de 10 experimentados expertos en rosas que las observan y asignen puntos durante las dos estaciones de crecimiento. Los resultados se anuncian en público en el final del ensayo y las mejores rosas de ejecución reciben un galardón. 
Mientras en Adelaide en el 2004, Sir Cliff Richard plantó una rosa denominada ‘Sir Cliff Richard’ en la rosaleda rodeado por un pequeño grupo de admiradores suyos y de entusiastas de las rosas. Las ventas de la rosa patrocina la "Bone Growth Foundation" (fundación del crecimiento del hueso).

## Invernadero del Bicentenario

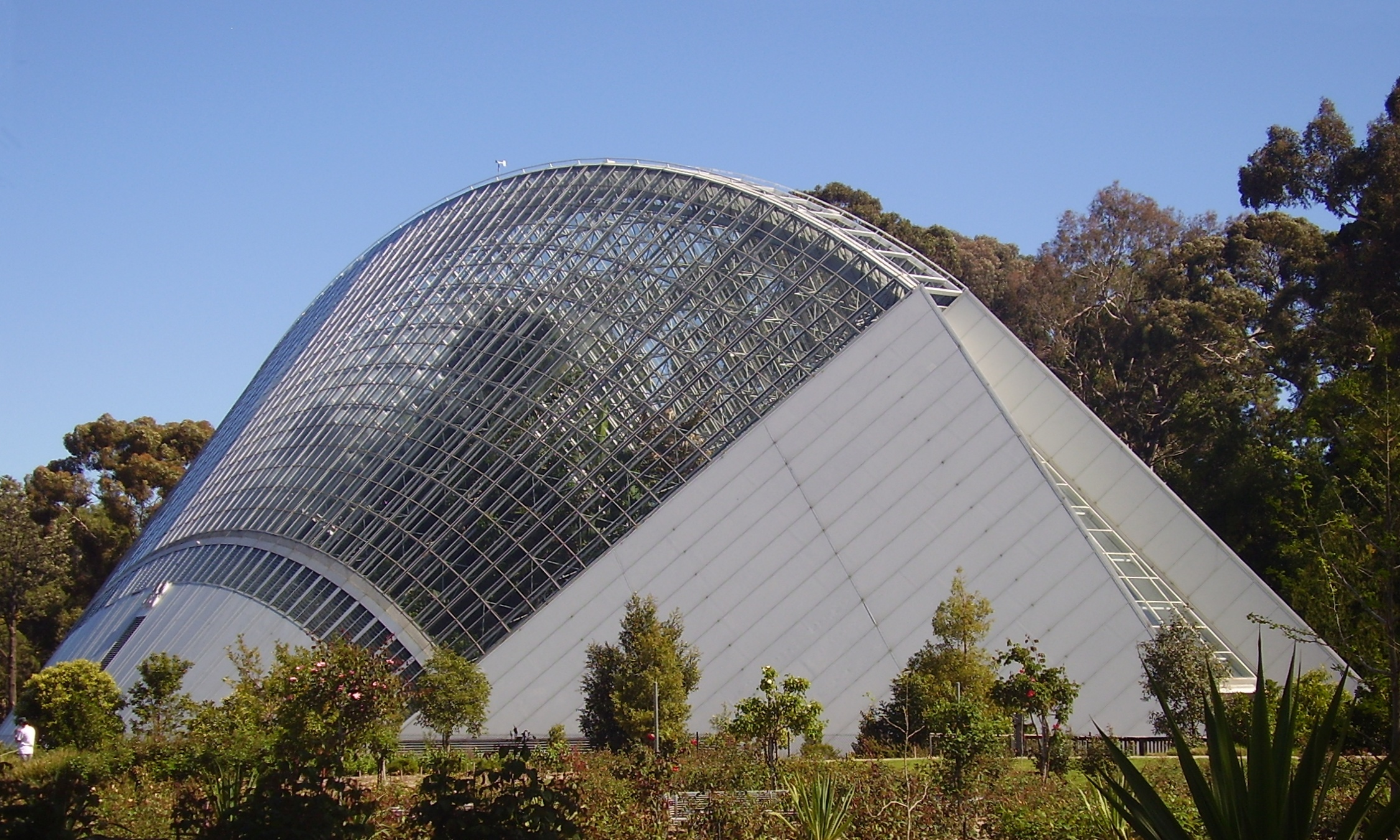
"Adelaide's Bicentennial Conservatory" El Invernadero del Bicentenario de Adelaida.

El invernadero fue construido en 1987 como parte de las celebraciones del Bicentenario de Australia en Adelida y abierto al público a finales de 1989. El edificio fue diseñado por el arquitecto local Guy Maron y ha ganado galardones para su diseño, ingeniería y ajardinamiento. Tiene 100 metros (328 pies) de largo, 47 metros (154 pies) de ancho y 27 metros (89 pies) de alto, haciéndole el invernadero más grande del hemisferio sur. El invernadero contiene plantas tropicales en peligro de la selva tropical de Australia Norte, Papua Nueva Guinea, Indonesia y del sur de las islas del Pacífico. El invernadero se conoce a menudo como " el Pastel" (o "El Pastel" de cristal) por los locales, debido a su semejanza a pasteles rellenos semicirculares.

## Colecciones botánicas

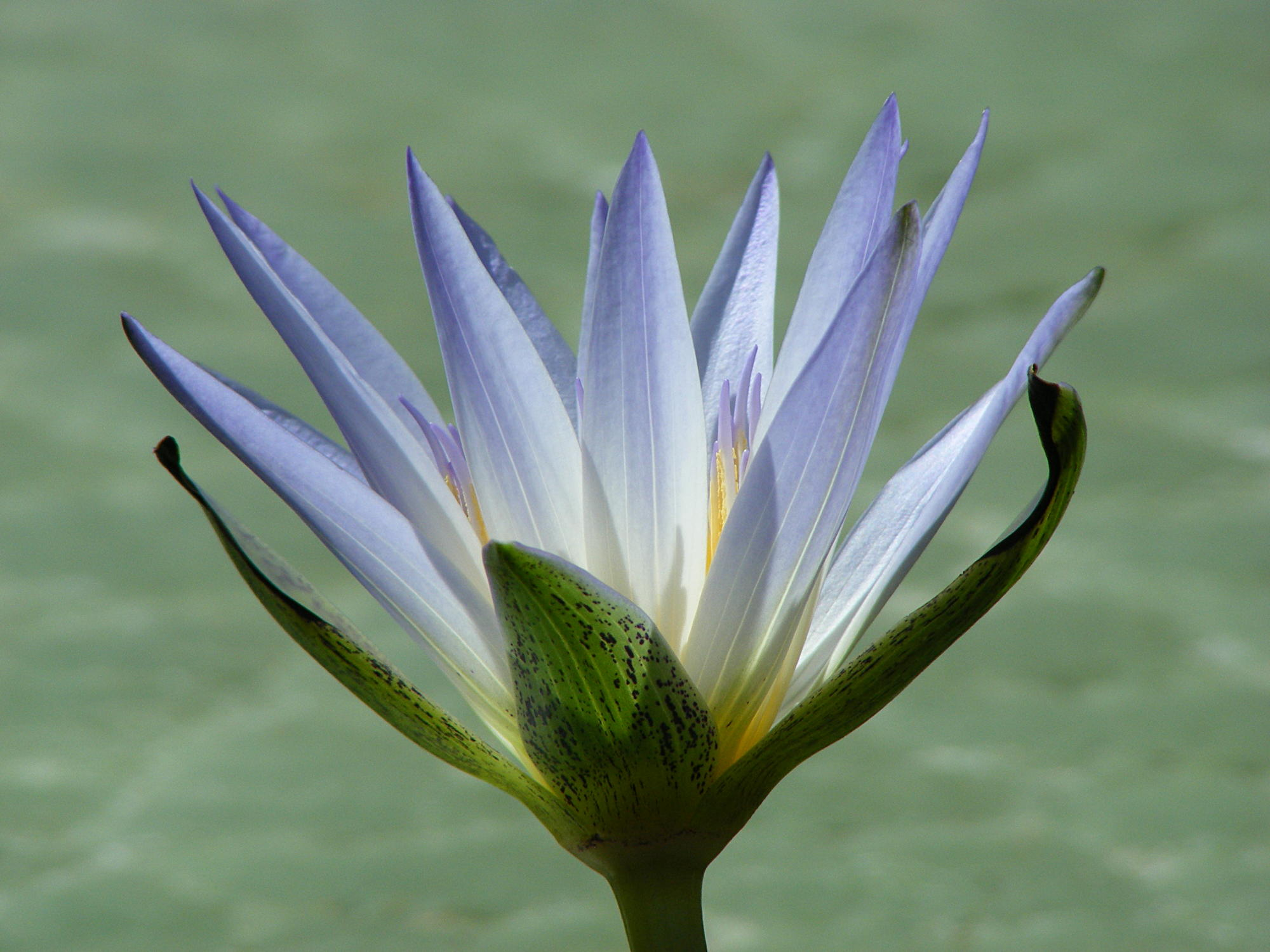
Flor de Nymphaea caerulea.

El 40 % de las plantas de las colecciones pertenecen a la flora australiana.
Son de destacar:
- Colecciones de orquídeas,
- Plantas tolerantes a la sequía y a la sal.
- Colección de plantas subtropicales,
- Colección de plantas de clima templado
- Colección de plantas de medioambiente árido con cactus y plantas suculentas
- Plantas de la cuenca del Mediterráneo
- Colección de plantas de las islas del Pacífico occidental.
- Plantas de la Flora de Gondwana,
- Colección de cycas.